# Antonio Pollarolo
Antonio Pollarolo (Brescia, 12 novembre 1676 – Venezia, 4 maggio 1746) è stato un musicista e compositore italiano, figlio del noto compositore operista Carlo Francesco Pollarolo.

## Biografia
Iniziò la carriera di musicista prima come sostituto del padre in San Marco (1702). Successivamente, nel 1723, ne divenne vicedirettore e attorno al 1740, subito dopo la morte di Antonio Lotti, ricoprì la carica di Maestro di Cappella, incarico che mantenne fino al 4 maggio 1746, giorno della sua morte.
La sua memoria è soprattutto legata a quella del padre, che fu un artista di ben più alta levatura. Nonostante i coevi non abbiano esitato a definirlo “non men del padre emulator che figlio”, la qualità e la quantità della sua produzione sembrano smentire questa affermazione.
Antonio Pollarolo è ricordato principalmente perché fu il primo operista ad impegnarsi a musicare il celeberrimo libretto della Griselda di Apostolo Zeno (Venezia, 1701).

## Composizioni

### Opere liriche
Di Antonio Pollarolo si conoscono diverse opere liriche. Quasi tutte hanno debuttato nei teatri di Venezia:
- Tigrane (1695)
- L'Aristeo (1700)
- Griselda (1701)
- Demetrio e Tolomeo (1702)
- Nerone fatto Cesare (in collaborazione con: Vivaldi, Perti e altri - 1715)
- Leucippe e Teonoe (1719)
- Plautilla (1721)
- Lucio Papirio Dittatore (1721)
- Cosroe (1723)
- I tre voti, serenata (1724)
- Orlando furioso (1725)
- Turia Lucrezia (1726)
- I tre voti (1726)
- Nerina, favola pastorale, libretto di Domenico Lalli (1728 al Teatro San Samuele di Venezia)
- Sulpizia fedele (1729)
- L'abbandono di Armida (1729)

### Oratori
- Recognitio fratrum (1714)
- Sacrum amoris novendiale (1716)
- Oratorio per il Santissimo Natale (1718);

### Altre composizioni
- 1 messa a 4 voci e orchestra;
- 2 Magnificat
- 1 Confitebor per 5 voci e strumenti;
- 5 mottetti a 4 voci e strumenti e altri per 1 voce e strumenti o solo continuo;
- 1 cantata per alto e continuo;
- 12 arie per Soprano e continuo.